# 英國郵票

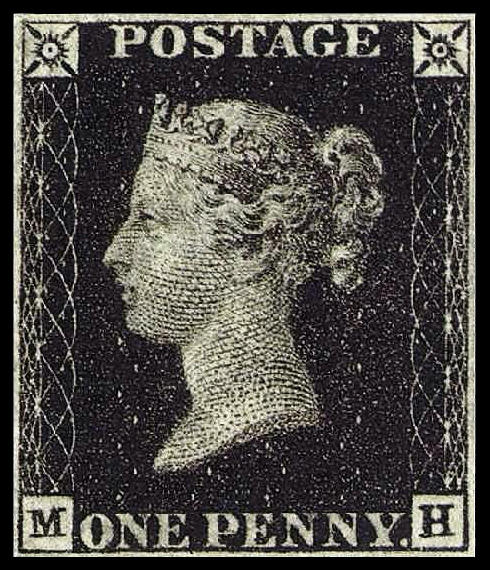
黑便士被公認為是世界第一張郵票

英國是世界近代郵政制度的發祥地，現在世界上有眾多國家的郵政制度仿效英國。世界上第一張郵票黑便士於1840年發行於英國。然而黑便士發行之後，由於黑色難以看清，因此在1841年開始英國改用紅色印刷郵票。而英國也成為唯一一個可以不必在郵票上印刷國名的國家。直到1950年代之前，英國很少發行紀念郵票。近年英國郵票的趨勢之一是越來越多紀念與英國王室有關事件的郵票。

## 外部連結
- Royal Mail Stamps Portal （页面存档备份，存于）
- British Postal Museum & Archive （页面存档备份，存于）
- The 1883 Great Britain Unified Issue by Tony Stanford, Maidenhead Philatelic Society. （页面存档备份，存于）
- The Penny Red Collector （页面存档备份，存于）
- The £sd Postage Stamp Booklets of Great Britain （页面存档备份，存于）
- The £sd Postage Stamps of Great Britain Issued in Rolls （页面存档备份，存于）